# Râul Mitări
Râul Mitări este un curs de apă, afluent al râului Șușița. 